# フレット・フリム
フレット・フリム（Fred Grim）ことヨハン・ヘオルフ・フリートリヒ・フリム（Johann Georg Friedrich Grim、1965年8月17日 - ）は、オランダ・アムステルダム出身の元サッカー選手。サッカー指導者。ポジションはGK。

## タイトル

### 選手時代
SCカンブール・レーワルデン
- エールステ・ディヴィジ：1回（1991-92）

アヤックス・アムステルダム
- エールディヴィジ：4回（1994-95、1995-96、1997-98、2001-02）
- KNVBカップ：3回（1997-98、1998-99、2001-02）
- ヨハン・クライフ・スハール：2回（1995、2002）
- UEFAチャンピオンズリーグ：1回（1994-95）
- UEFAスーパーカップ：1回（1995）
- インターコンチネンタルカップ：1回（1995）

### 指導者時代
アヤックス・アムステルダム（U-19）
- U-19エールディヴィジ：2回（2010-11、2011-12）